# Regnellidium diphyllum
Regnellidium diphyllum is een varen uit de pilvarenfamilie (Marsileaceae). Het is een semi-aquatische plant die in draslanden in het zuidoosten van Brazilië voorkomt.

## Naamgeving enetymologie
De botanische naam Regnellidium is een eerbetoon aan Anders Fredrik Regnell (1807–1884), een Zweeds natuurkundige en botanicus. De soortaanduiding diphyllum is afkomstig van het Oudgriekse δίς, dis (tweemaal) en φύλλον, phullon (blad).

## Kenmerken
Regnellidium diphyllum is een kleine semi-aquatische varen, sterk gelijkend op de soorten van het verwante geslacht Marsilea, maar slechts twee in plaats van vier deelblaadjes heeft. De varen heeft kruipende rizomen, die adventieve wortels ontwikkeld op de knopen en op de internodia. De slanke bladsteel wordt tot 15 cm hoog en draagt een drijvend, glanzend groen tweetallig samengesteld blaadje, met waaiervormige deelblaadjes.
De sporenhoopjes zitten in bolvormige, gesteelde sporocarpen, die ontspringen aan de basis van de bladsteel.

## Habitat, verspreiding en voorkomen
R. diphyllum groeit vooral in poelen en draslanden.
De plant komt voor in het uiterste zuidoosten van Brazilië en aanliggende plaatsen in Argentinië en Uruguay.